# Жебровский, Томаш
То́маш Жебро́вский (бел. Тамаш Жаброўскі, пол. Tomasz Żebrowski, лит. Tomas Žebrauskas; 24 ноября 1714, в Жемайтии  — 18 марта 1758, Вильно) —  иезуит, астроном, архитектор и математик, магистр философии и свободных наук (1752; по другим сведениям, доктор философии и свободных искусств), основатель астрономической обсерватории в Виленской академии, четвёртой по счёту в Европе и старейшей в Восточной Европе

## Биография
Родился возле Новогрудка 24 ноября 1714 года. 
В 1732 году в Вильно вступил в орден иезуитов, в 1743 году посвящен в сан священника.
В Виленской академии изучал философию (1735—1738), затем теологию (1740—1744). 
Профессор риторики и поэтики в Илуксте (Курляндия, 1745— 1746), префект строительства в Бобруйске (1746), профессор философии и префект бурсы в Крожах (1746— 1748), министр и префект строительства в Вильно (1748— 1750). 
В 1750— 1752 годах совершенствовался за границей в Праге у математика и астронома Йозефа Степлинга (1750—1752)
Издал два небольших учебных пособия по арифметике и геометрии; другие источники определяют их как программу экзаменов по математике и геометрии (написаны на латинском языке).
С 1752 года преподавал математику и точные науки в Виленской академии, профессор (1753). 

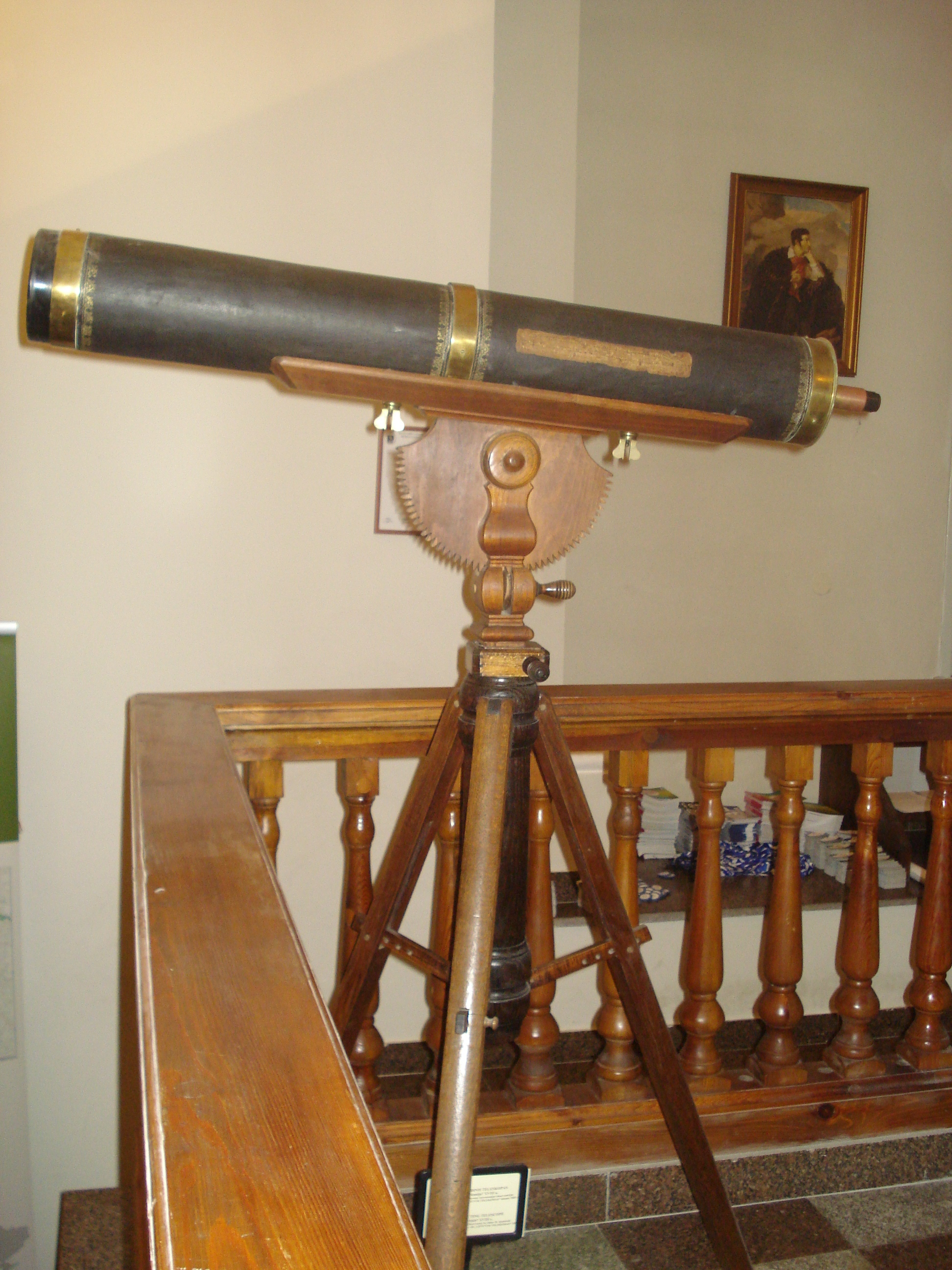
Старейший телескоп в Литве

В 1752 году спроектировал здание астрономической обсерватории в Вильно (по другим сведениям, Жебровский спроектировал обсерваторию в 1742 году) над северо-западным корпусом университета и руководил его постройкой. В 1753 году основал кабинеты экспериментальной физики и матеематики, стал первым директором астрономической обсерватории, для которой доставил из Англии необходимое астрономическое оборудование.  
Первый телескоп, уступая просьбам Жебровского обеспечить кабинет астрономии приборами, подарил в 1753 году князь Михаил Казимир Радзивилл «Рыбонька», виленский воевода. Это был телескоп зеркальной оптической системы Грегори с рефлектором в 13,5 см. Телескоп длиной в 4 фута был изготовлен в Германии. Он был обшит кожей, с надписью, вытесненной золотыми буквами:

Dono celsissimi principis Michaelis Radziwill palat: Viln. supr: ducis exerc: M.D.L. cessit Acad: Viln: S. J. ad usum astronomicos.
Телескоп использовался долгое время, до конца XVIII века. Ныне этот старейший в Литве телескоп экспонируется в экспозиции Музея науки Вильнюсского университета в Белом зале библиотеки. Его реставрация (восстановление оптической системы и изготовление недостающих детале; 2003) на средства компании «Летувос телекомас» обошлась в 6 тысяч литов.
В 1753—1758 годах Жебровский был директором виленской университетской обсерватории. С 1755 года начал вести систематические астрономические наблюдения, в частности, оккультаций Юпитера. В 1756 году установил географическую широту Вильно.

## Архитектура
Томаш Жебровский — выдающийся архитектор позднего барокко, один из наиболее ярких представителей виленской школы барокко и рококо. Упоминается как архитектор уже в 1746 году, когда был направлен для продолжения постройки иезуитского костёла в Бобруйске. В 1748—1750 годах отстраивал после пожара костёл Святого Игнатия в Вильно; придал зданию черты «нового стиля» рококо.

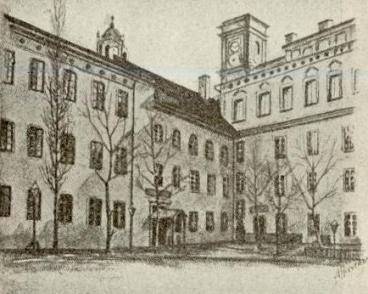
Восточная башня обсерватории без верхних ярусов и верхушки

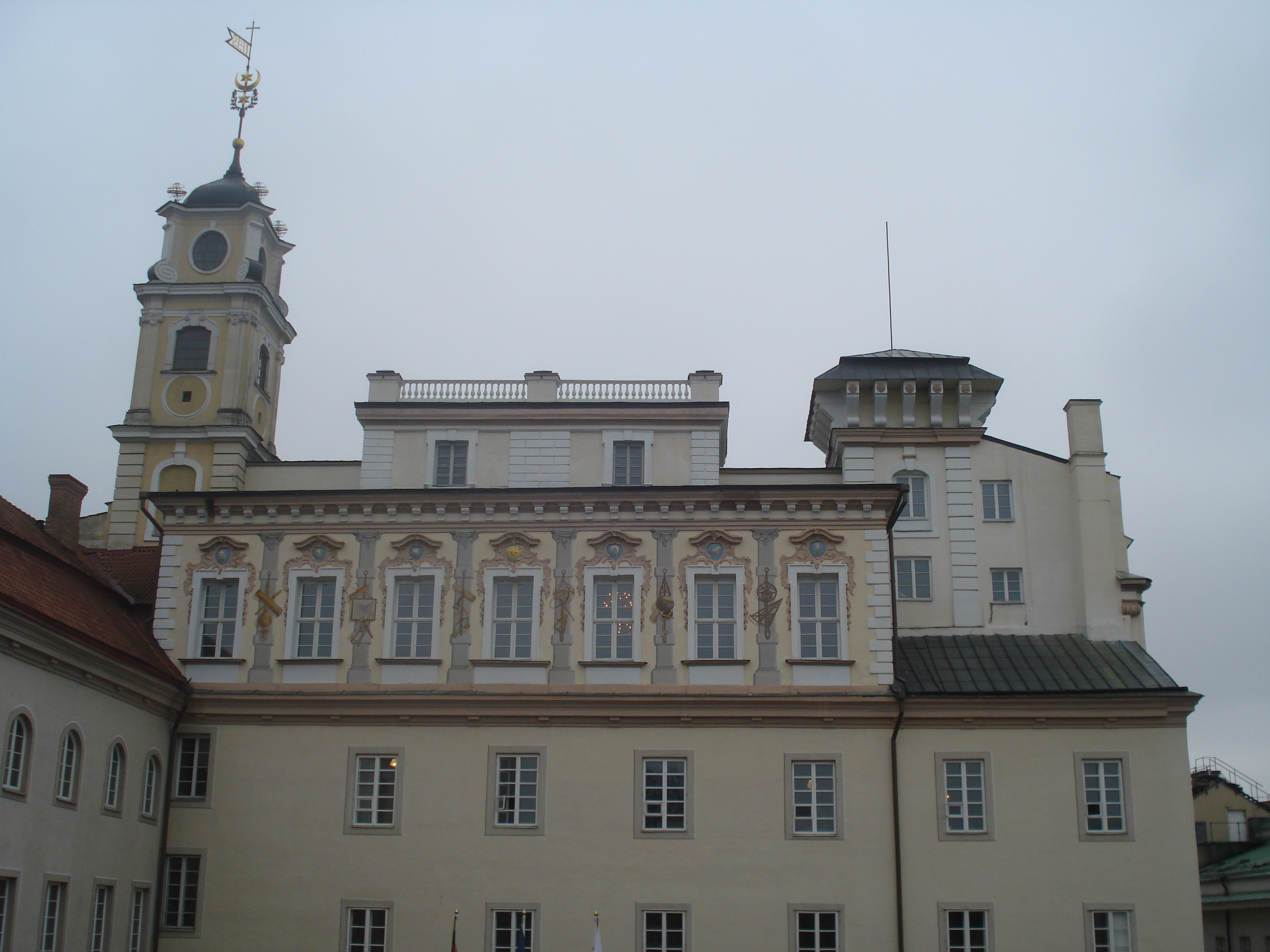
Обсерватория Жебровского (современный вид)

Помимо астрономической обсерватории, в 1755 году спроектировал и начал постройку иезуитского храма в Илуксте (Латвия). Он также создал проект и начал сооружение костёла бенедектинок в Крожах (костёл Непорочного зачатия Пресвятой Девы Марии; 1757—1763) и здание иезуитского монастыря и школы в Жодишках, иезуитского коллегиума и костёла Петра и Павла в Бобруйске, дворцово-парковый ансамбль Огинских в Гануте (Ручице) (Белоруссия). По проекту Жебровского в середине XVIII века была построена часовня во имя святого Станислава Костки в костёле иезуитской коллегии, располагавшегося на месте западного корпуса в Большом дворе Вильнюсского университета. 
Наиболее известное архитектурное произведение Жебровского, хорошо знакомым с устройством астрономических обсерваторий в Праге и Вене, — астрономическая обсерватория. Его проект изображён художником второй половины XVIII века Игнатием Эггенфельдером на портретах Жебровского и Елизаветы Огинской-Пузыны, на средства которой обсерватория сооружалась (портреты хранятся в Художественном музее Литвы).
Обсерватория была возведена поверх прежнего трёхэтажного северного корпуса здания коллегии, откуда в XVIII веке ничто не заслоняло горизонт. Её составили два сооружённых один на другим зала, образовавшие четвёртый и пятый этажи, а также две трёхэтажных четырёхгранных башни. Четвёртый этаж занимал большой зал (ныне Белый зал Библиотеки Вильнюсского университета), в котором хранились приборы для астрономических наблюдений и физических опытов, экспонировались научные коллекции, проводились учебные занятия. Возведённая над сводом большого зала надстройка пятого этажа предназначалась для астрономических наблюдений. Необходимые для них приборы поднимались из большого зала через люк в своде.
Башни по углам обсерватории своими формами напоминали барочные башни виленских костёлов. Они должны были быть одинаковыми и своим архитектурным образом представлять астрономическую науку. По проекту вершина восточной башни должна была украсить земная сфера, западную — небесная. Возведение западной башни затянулось и до смерти Жебровского так и не было завершено. Построенная по его проекту восточная башня была украшена вместо глобуса флюгером.
Как позднее утверждал Мартин Почобут-Одляницкий, здание, спроектированное его учителем Жебровским, внешним величием превосходило Гринвичскую королевскую обсерваторию.
Во время ремонта в 1825 году Кароль Подчашинский придал башне классицистические черты. В 1837 году западная башня была разрушена, а у восточной башни был разобран верхний третий этаж; на ней была оборудована смотровая площадка.

## Память
Именем Жебровского названа одна из улиц (Tomo Žebrausko gatvė) в районе Вильнюса Таранде (Пашилайчяйское староство).